# Доктрина совместных преступных действий
 Доктрина совместных преступных действий (англ. Joint criminal enterprise)  — это правовая доктрина, использовавшаяся Международным трибуналом по бывшей Югославии в его работе по разбирательству дел по обвинению политических и военных лидеров в совершении международных преступлений, таких как геноцид, совершённых в период войны в Югославии.

## Содержание

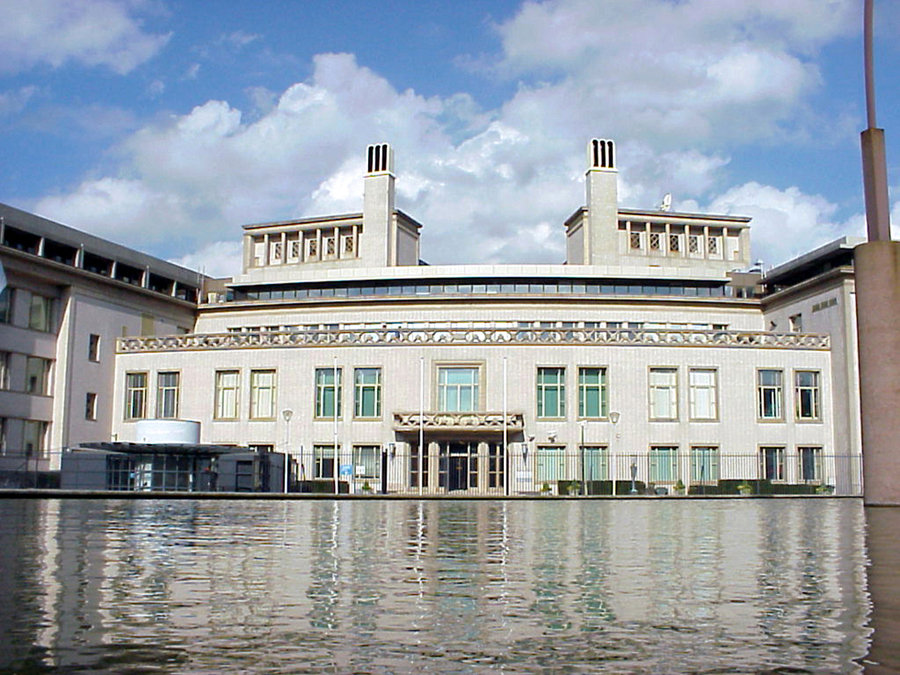
Здание Международного трибунала по бывшей Югославии в Гааге

Доктрина совместных преступных действий заключается в том, что каждый член организованной группы несёт индивидуальную ответственность за преступления, совершённые группой в рамках общего плана или установленных ею целей. То есть, лицо может быть привлечено к уголовной ответственности за участие в совместных преступных действиях группы лиц. Впервые на данную доктрину ссылалась Апелляционная палата Международного трибунала по бывшей Югославии в 1999 году в деле Prosecutor v. Tadi, которая обосновала её ссылкой на одну из главных целей международного уголовного права: наказание высокопоставленных лиц, совершивших международные преступления, предусмотренные Римским статутом. Впоследствии, в результате деятельности специализированных международных уголовных трибуналов, в рамках данной доктрины были определены три категории совместных преступных действий:
1. Базовая —  когда все участники, действуя в соответствии с общей целью, разделяют общий преступный замысел.
2. Узкая — существование организованной системы жестокого обращения (например, концлагерей).
3. Расширенная — когда один из преступников совершает деяние, которое хотя и не имеет прямого отношения к общей преступной цели, но тем не менее имеет естественные и предсказуемые последствия, способствующие достижению данной цели.

## Истоки
Вопросы соучастия в совершении международных преступлений появились после окончания Второй мировой войны,а именно в ходе Нюрнбергского и Токийского процессов, однако истоки доктрины совместных преступных действий лежат в английском прецедентном праве или даже глубже. Наибольшее развитие теория получила также во время послевоенных процессов союзников по делам концентрационных лагерей, в ходе которых обвиняемые признавались виновным в действиях, направленных на выполнение общего плана, выраженного в убийстве или жестоком обращении с заключёнными.

## Критика
Данная доктрина подвергается критиками многими авторами-правоведами:
Международный трибунал по бывшей Югославии... применил доктрину совместных преступных действий, спорную, во многих странах признанную неконституционной, в целях признания виновными людей в преступлениях даже в том случае, когда даже сам Трибунал признаёт, что они их фактически не совершали или когда доказательств их вины явно недостаточно.
Джон Лауленд
Однако, в судебной практике доктрина совместных преступных действий впервые подверглась критике Чрезвычайными палатами в судах Камбоджи для преследования за преступления, совершённые в период Демократической Кампучии с 1975 по 1979 год. Тем не менее, на сегодняшний день доктрина совместных преступных деяний продолжает использоваться международными уголовными судами, имея «репутацию оружия массового поражения», использующегося для привлечения к ответственности лиц, против которых у международных судов не имеется прямых улик:
Ещё в самом начале деятельности МТБЮ трибуналом была принята как норма права теория о «совместных преступных действиях». Данная теория является «оружием массового поражения» сербов и введена в оборот исключительно для того, чтобы осуждать обвиняемых, в отношении которых нет никаких доказательств их личной вины (включая тех, кто не только не участвовал в том или ином преступлении, но даже и не знал об его совершении).
Александр Мезяев.

## Полезные ссылки
- Соучастие
- Нюрнбергский процесс
- Токийский процесс
- Международный трибунал по бывшей Югославии